# Espiute
Espiute ist eine französische Gemeinde mit 110 Einwohnern (Stand 1. Januar 2022) im Département Pyrénées-Atlantiques in der Region Nouvelle-Aquitaine (vor 2016: Aquitanien). Die Gemeinde gehört zum Arrondissement Oloron-Sainte-Marie (bis 2016: Arrondissement Pau) und zum Kanton Orthez et Terres des Gaves et du Sel (bis 2015: Kanton Sauveterre-de-Béarn).

## Geographie
Espiute liegt ca. 40 km nordwestlich von Oloron-Sainte-Marie in der historischen Provinz Béarn.
Umgeben wird der Ort von den Nachbargemeinden:
|                            | Saint-Gladie-Arrive-Munein                  |                  |
| Saint-Gladie-Arrive-Munein | Kompassrose, die auf Nachbargemeinden zeigt | Tabaille-Usquain |
| Etcharry                   | Aroue-Ithorots-Olhaïby Nabas                | Gestas           |

Espiute liegt im Einzugsgebiet des Flusses Adour und liegt am linken Ufer des Saison, einem Nebenfluss des Gave d’Oloron. Ein Nebenfluss des Saison, die Lafaure, durchquert das Gemeindegebiet. Einer seiner Zuflüsse, der Eiherabideko Erreka, mündet in diesen im äußersten Süden der Gemeinde.

## Geschichte
In der Volkszählung des Béarn im Jahre 1385 wurden in Espiut 17 Haushalte gezählt und vermerkt, dass das Dorf zur Bailliage von Sauveterre gehört. Unter diesen 17 Haushalten gab es immerhin fünf, die Edelleuten gehörten, die Gaston III. Fébus, Vicomte von Béarn, ihren Treueschwur zeugten. Die Adeligen von Espiute hatten bis zum 18. Jahrhundert den Zutritt zu der Ständeversammlung des Béarn. Es gab einen Pfarrer, ein Laienkloster, das lehnsabhängig vom Vicomte von Béarn war, und eine Pilgerherberge zur Aufnahme von Pilgern auf dem Jakobsweg nach Santiago de Compostela. Wie bei vielen Gemeinden im Béarn des 16. Jahrhunderts, so hat Espiute auch mit Hexenverfolgungen zu tun. Im Februar 1593 wurden vier Frauen aus der Gemeinde, Marquesine de Noguees, Guirautine de Claverie, Johanine de Crestiaa und Cathaline Detchart verhaftet, der Zauberei bezichtigt und im Gefängnis des Schlosses in Sauveterre inhaftiert.
Toponyme und Erwähnungen von Espiute waren
- Spiute und Spiuta (1548, Manuskriptsammlung des 16. bis 18. Jahrhunderts),
- Sent Barthelemy d’Espiuta (1608, Veröffentlichungen des Bistums Oloron),
- Espiute (1750, Karte von Cassini),
- Espieute (1793, Notice Communale) und
- Espiute (1801, Notice Communale).[3][4][5]

### Einwohnerentwicklung
Nach einem Höchststand der Einwohnerzahl von 300 Einwohnern in der ersten Hälfte des 19. Jahrhunderts hat sich die Zahl bei kurzen Wachstumsphasen bis zu den 1950er Jahren um rund zwei Drittel reduziert. Seitdem hat sich die Zahl der Bewohner auf einem Niveau von rund 100 stabilisiert.
| Jahr      | 1962 | 1968 | 1975 | 1982 | 1990 | 1999 | 2006 | 2009 | 2022 |
| --------- | ---- | ---- | ---- | ---- | ---- | ---- | ---- | ---- | ---- |
| Einwohner | 110  | 100  | 85   | 119  | 108  | 97   | 112  | 108  | 110  |

## Sehenswürdigkeiten
- Pfarrkirche, gewidmet dem Apostel Bartholomäus. Die wahrscheinlich im 18. Jahrhundert in der Mitte des Friedhofs errichtete Kirche ist in der zweiten Hälfte des 19. Jahrhunderts restauriert worden. Hierbei sind der Eingangsvorbau und die Wandmalerei, ein Werk des Pfarrers und Künstlers Xavier Montaut aus Oloron-Sainte-Marie, realisiert worden. Das Langhaus enthält ein Hauptschiff, eine angebaute Sakristei verlängert die Apsis des Langbaus. Man betritt das Gotteshaus durch einen Eingang mit einem Spitzbogen, der Boden im Innern ist mit Steinfliesen ausgelegt. Im Chor, der mit Täfelungen verkleidet ist, steht der geschwungene, mit Blattwerk verzierte Altar, an dem ein Christusmonogramm sowie zwei Puttenköpfe zu sehen sind. Ein Tabernakel, eine Statue des Schutzpatrons der Kirche, des heiligen Bartholomäus, ein Taufbecken und zwei Weihwasserbecken komplettieren die Ausstattung der Kirche.[8]

- Schloss von Espiute. Es wurde am Ende des 19. und am Anfang des 20. Jahrhunderts als Neubau des früheren, durch einen Brand zerstörten Schlosses errichtet. Das dreigeschossige, u-förmige Gebäude beherbergt heute eine Einrichtung zur Eingliederung von Menschen mit Behinderung in das Arbeitsleben.[9]

- Haus Garay. Der Adelssitz ist seit dem 14. Jahrhundert bekannt und seitdem stark umgebaut. Im 17. Jahrhundert gehörte er Jean de Garay und umfasste die traditionellen Nebengebäude Innenhof, Scheunen und Garten. Der Grundherr besaß in dieser Zeit außerdem eine Grabstätte vor dem Eingang der Kirche und das Recht, sein Mehl ohne Gebühr mahlen zu lassen. Heute dient das Haus als Gemeinschaftszentrum und das Rathaus ist in einem großen Turm eingerichtet.[10] Die Datierung der Errichtung des Turms ist schwierig aufgrund fehlenden verlässlichen Dokumenten. Es wird angenommen, dass er das Überbleibsel eines verschwundenen Guts ist. Ausgewählte Kieselsteine des Flusses Saison sind hier in einem Fischgrätmuster verbaut worden. Diese Technik wurde bei Gebäuden verwandt, die nicht verputzt wurden, der die Feinheit des Baustils verdecken würde.[11]

- Mühle von Moulia. Sie ist zweifellos im 19. Jahrhundert gebaut worden, in einem Zeitalter, als das Privileg der Adeligen zum Mahlen fiel und zahlreiche Wassermühlen entlang der Gaven und deren Zuflüsse errichtet wurden. Die Spezialisten für den Mühlenbau stammten oft aus dem Norden und es ist nicht verwunderlich, dass die Bauart der Mühle nicht typisch für das Béarn ist, vom großen, tief herabhängenden Dach abgesehen. Die Mahlvorrichtung ist nicht mehr vorhanden, aber das Aufstauen des Wassers zeugt von einer heute vergessenen Tätigkeit.[12]

## Wirtschaft und Infrastruktur

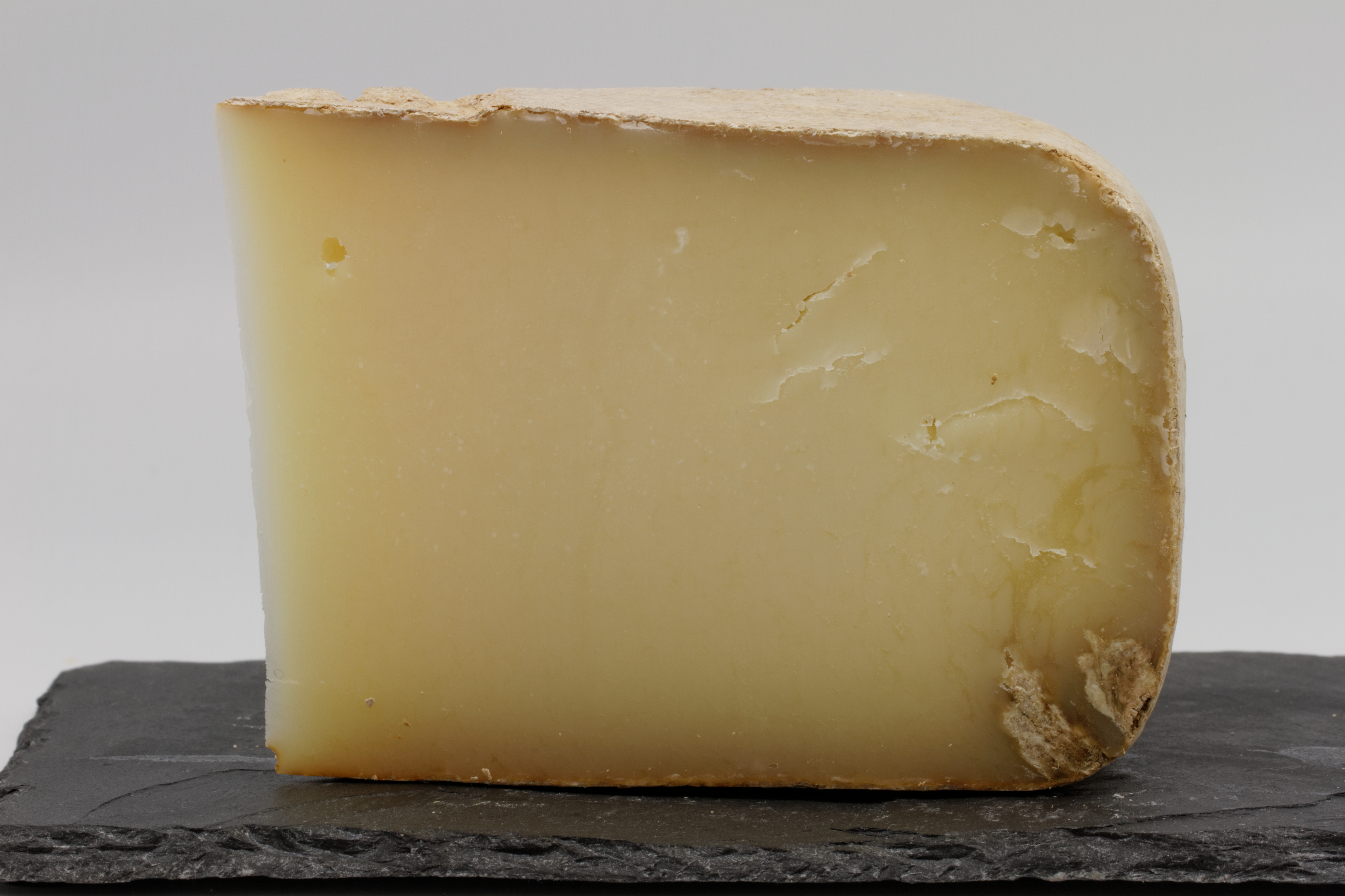
Ossau-Iraty

Die Landwirtschaft ist einer der wichtigsten Wirtschaftsfaktoren der Gemeinde. Espiute liegt in den Zonen AOC des Ossau-Iraty, eines traditionell hergestellten Schnittkäses aus Schafmilch, sowie der Schweinerasse und des Schinkens „Kintoa“.

### Verkehr
Die Gemeinde wird durchquert von der Route départementale 316.